# اریک سلویگ
اریک سلویگ یک شخصیت تخیلی در دنیای سینمایی مارول۶۱۶ بوده که در چندین فیلم از مارول استودیوز حضور داشته‌است. سلویگ اولین بار در فیلم کنت برانا، ثور(۲۰۱۱) با بازی استلان اسکارسگوارد دیده شد. اسکارسگوارد بعد از آن در فیلم انتقام‌جویان(۲۰۱۲) به کارگردانی جاس ویدون و ثور: دنیای تاریک(۲۰۱۳) به کارگردانی آلن تیلور حضور پیدا کند. او در فیلم ثور:دنیای تاریک با اتهامات دیوانگی نیز روبه رو می‌شود ولی بعداً معلوم می‌شود او در مورد ملکیت و دنیاهای دیگر راست می‌گفته‌است. او در فیلم بیشتر با شلوارک دیده می‌شود.

## حضور

### فیلم

#### ثور
سلویگ، دوست و همکار قدیمی پدر جین فاستر، به همراه جین در حال تحقیق دربارهٔ کرم‌چاله‌ها هستند که شاهد تبعید شدن ثور به زمین می‌شوند. سلویگ با افسانه‌های وایکینگی بزرگ شده‌است و «داستان» ثور را تشخیص می‌دهد اما نمی‌تواند باور کند که آن‌ها وجود دارند و به زمین آماده‌اند و به همین خاطر تصور می‌کند که ثور این داستان‌ها را به خاطر تصادفی که با ون جین داشته‌است بیان می‌کند. با این وجود ثور و سلویگ بعد از آشبی را به باده نوشی می‌گذارند و بعد از سلویگ به فرار ثور از شیلد کمک می‌کند، با یکدیگر اخت می‌شوند. بعد از آنکه سیف و سه جنگجو از اتفاقات با خبر می‌شوند، به دنبال ثور تا آزمایشگاه جین می‌آیند. نابودگر آن‌ها را دنبال کرده، شهر را نابود می‌کند و باعث می‌شود تا ثور دوباره چک و قدرت‌هایش را پس بگیرد.
در صحنه‌های پایانی فیلم دیده می‌شود که نیک فیوری با سلویگ ملاقات می‌کند و به او پیشنهاد می‌دهد تا بر روی تسراکت تحقیق کند، اما از همان زمان دیده می‌شد که سلویگ تحت کنترل لوکی قرار گرفته‌است.

#### انتقام‌جویان
او در حال کار بر روی تسراکت برای شیلد است که تحت کنترل ذهنی لوکی، که از دروازه ایجاد شده به وسیلهٔ تسراکت بیرون آمده‌است، قرار می‌گیرد. او به لوکی کمک می‌کند تا دستگاهی بسازد که بتواند دروازه‌ای بزرگ بسازد تا حمله چیتاوری‌ها به زمین شروع شود. حتی زیر کنترل لوکی، سلویگ قابلیت خاموش شدنی برای دستگاه می‌سازد که تنها با عصای لوکی انجام می‌گیرد. او این امکان را به بیوه سیاه نشان می‌دهد. او زمانی که ثور لوکی و تسراکت را به آسگارد بازمی‌گرداند، در کنار انتقام جویان دیده می‌شود.

### کامیک
سلویگ در کتاب کامیک پا به پای دنیای سینمایی مارول به نام «پیش‌درآمد انتقام‌جویان: هفته بزرگ انتقام‌جویان» حضور دارد.